# Episodi di Club 57 (prima stagione)
La prima stagione di Club 57 è stata trasmessa in America Latina da Nickelodeon (America Latina e Brasile) dal 6 maggio al 26 luglio 2019. In Italia la serie è stata trasmessa dal 15 aprile 2019 su Rai Gulp e in anteprima l'11 aprile sul sito e sull'app di RaiPlay. Dal 15 maggio vanno in onda gli ultimi episodi e la Rai ha deciso di renderli già disponibili su RaiPlay.
| n°            | Titolo spagnolo                    | Titolo portoghese                 | Titolo italiano                          | Prima TV America Latina                              | Prima TV Brasile                                     | Prima TV Italia                                        |
| Prima parte   | Prima parte                        | Prima parte                       | Prima parte                              | Prima parte                                          | Prima parte                                          | Prima parte                                            |
| ------------- | ---------------------------------- | --------------------------------- | ---------------------------------------- | ---------------------------------------------------- | ---------------------------------------------------- | ------------------------------------------------------ |
| 1             | Un salto en el tiempo              | Um salto no tempo                 | Un salto nel tempo                       | 3 maggio 2019 (anteprima)6 maggio 2019 (televisione) | 3 maggio 2019 (anteprima)6 maggio 2019 (televisione) | 11 aprile 2019 (anteprima)15 aprile 2019 (televisione) |
| 2             | Huyendo del pasado                 | Fugindo do passado                | In fuga dal passato                      | 7 maggio 2019                                        | 7 maggio 2019                                        | 16 aprile 2019                                         |
| 3             | Un plan genial                     | Um plano genial                   | Un piano geniale                         | 8 maggio 2019                                        | 8 maggio 2019                                        | 17 aprile 2019                                         |
| 4             | ¡Qué no soy tu abuelo!             | Não sou seu avô!                  | Non sono tuo nonno!                      | 9 maggio 2019                                        | 9 maggio 2019                                        | 18 aprile 2019                                         |
| 5             | Contrato de Estrellas              | Um contrato de estrela            | Un ingaggio da star                      | 10 maggio 2019                                       | 10 maggio 2019                                       | 19 aprile 2019                                         |
| 6             | Efecto mariposa                    | O efeito borboleta                | L'effetto farfalla                       | 13 maggio 2019                                       | 13 maggio 2019                                       | 22 aprile 2019                                         |
| 7             | Una Misión para el Guardián Novato | Uma missão para o guardião novato | Una missione per l'apprendista guardiano | 14 maggio 2019                                       | 14 maggio 2019                                       | 23 aprile 2019                                         |
| 8             | La centra del tiempo               | A central do tempo                | La centrale del tempo                    | 15 maggio 2019                                       | 15 maggio 2019                                       | 24 aprile 2019                                         |
| 9             | La decicion dificil del tiempo     | O boligrama A-GO-GO               | Il bolorama A-GO-GO                      | 16 maggio 2019                                       | 16 maggio 2019                                       | 25 aprile 2019                                         |
| 10            | La Búsqueda de Galileo             | Procurando Galileu                | A caccia di Galileo                      | 17 maggio 2019                                       | 17 maggio 2019                                       | 26 aprile 2019                                         |
| 11            | Cristibal Colon Tiene Talento      | Cristóvão Colombo tem talento     | I Talenti del Cristobal Colon            | 20 maggio 2019                                       | 20 maggio 2019                                       | 29 aprile 2019                                         |
| 12            | De vuelta a Italia                 | De Volta à Itália                 | Ritorno in Italia                        | 21 maggio 2019                                       | 21 maggio 2019                                       | 30 aprile 2019                                         |
| 13            | Cuando un sueño se hace realidad   | Quando o sonho se torna realidade | Quando il sogno è realtà Eva             | 22 maggio 2019                                       | 22 maggio 2019                                       | 1º maggio 2019                                         |
| 14            | Te doy la luna                     | Te dou a lua                      | Ti regalo la luna                        | 23 maggio 2019                                       | 23 maggio 2019                                       | 2 maggio 2019                                          |
| 15            | Adiós 1957                         | Adeus 1957!                       | Addio 1957!                              | 24 maggio 2019                                       | 24 maggio 2019                                       | 3 maggio 2019                                          |
| Seconda parte |                                    |                                   |                                          |                                                      |                                                      |                                                        |
| 16            | Volver al Presente                 | Voltar ao presente                | Ritorno al presente                      | 27 maggio 2019                                       | 27 maggio 2019                                       | 30 settembre 2019                                      |
| 17            | El motín del tiempo                | O motim do tempo                  | L'ammutinamento                          | 28 maggio 2019                                       | 28 maggio 2019                                       | 1º ottobre 2019                                        |
| 18            | Un abuelo desconocido              | Um avô desconhecido               | Un nonno sconosciuto                     | 29 maggio 2019                                       | 29 maggio 2019                                       | 2 ottobre 2019                                         |
| 19            | Todo cambio por el cómic           | Tudo mudou pelo quadrinho         | Galeotto fu il fumetto                   | 30 maggio 2019                                       | 30 maggio 2019                                       | 3 ottobre 2019                                         |
| 20            | La presentación usurpada           | A apresentação usurpada           | L'esibizione rubata                      | 31 maggio 2019                                       | 31 maggio 2019                                       | 4 ottobre 2019                                         |
| 21            | Más allá de los límites temporales | Além dos limites temporais        | Oltre i limiti del tempo                 | 3 giugno 2019                                        | 3 giugno 2019                                        | 5 ottobre 2019                                         |
| 22            | El descubrimiento de Rubén         | A descoberta de Rúben             | La scoperta di Ruben                     | 4 giugno 2019                                        | 4 giugno 2019                                        | 7 ottobre 2019                                         |
| 23            | Palabras que dejan huellas         | Palavras que deixam marca         | Parole che lasciano il segno             | 5 giugno 2019                                        | 5 giugno 2019                                        | 8 ottobre 2019                                         |
| 24            | La escrapola                       | O scrapbook                       | Lo scrapbook                             | 6 giugno 2019                                        | 6 giugno 2019                                        | 9 ottobre 2019                                         |
| 25            | Amigas..... desde siempre          | Amigas... Desde Sempre            | Amiche da sempre                         | 7 giugno 2019                                        | 7 giugno 2019                                        | 10 ottobre 2019                                        |
| 26            | Nunca Confies Demasiado            | Nunca Confie Demais...            | Mai fidarsi troppo...                    | 10 giugno 2019                                       | 10 giugno 2019                                       | 11 ottobre 2019                                        |
| 27            | Una Revelación Increíble           | Uma Revelação Incrível            | Un'incredibile rivelazione               | 11 giugno 2019                                       | 11 giugno 2019                                       | 12 ottobre 2019                                        |
| 28            | El Cubo Borra-Memoria              | O Cubo Apaga-Memória              | Il cubo cancella memoria                 | 12 giugno 2019                                       | 12 giugno 2019                                       | 14 ottobre 2019                                        |
| 29            | El Tribunal Del Tiempo             | O Tribunal Do Tempo               | Il tribunale del tempo                   | 13 giugno 2019                                       | 13 giugno 2019                                       | 15 ottobre 2019                                        |
| 30            | El Secreto De Eva                  | O Segredo da Eva                  | Il segreto di Eva                        | 14 giugno 2019                                       | 14 giugno 2019                                       | 16 ottobre 2019                                        |
| Terza parte   |                                    |                                   |                                          |                                                      |                                                      |                                                        |
| 31            | Un Aliado Misterioso               | Um Aliado Misterioso              | I guardiani spariti                      | 17 giugno 2019                                       | 17 giugno 2019                                       | 10 dicembre 2019                                       |
| 32            | El Protocolo Esquilo               | O Protocolo Esquilo               | Il protocollo scoiattolo                 | 18 giugno 2019                                       | 18 giugno 2019                                       | 11 dicembre 2019                                       |
| 33            | La Venganza de Barba Negra         | A Vingança de Barba Negra         | La vendetta di Barba Nera                | 19 giugno 2019                                       | 19 giugno 2019                                       | 12 dicembre 2019                                       |
| 34            | Entre la Razón y el Corazón        | Entre a Razão e o Coração         | Tra testa e cuore                        | 20 giugno 2019                                       | 20 giugno 2019                                       | 13 dicembre 2019                                       |
| 35            | El reseteo del tiempo              | O Reinício do Tempo               | Il reset temporale                       | 21 giugno 2019                                       | 21 giugno 2019                                       | 14 dicembre 2019                                       |
| 36            | El reencuentro de los hermanos     | O Reencontro dos Irmãos           | Fratelli ritrovati                       | 24 giugno 2019                                       | 24 giugno 2019                                       | 16 dicembre 2019                                       |
| 37            | Un Pacto Injusto                   | Um Pacto Injusto                  | Un patto ingiusto                        | 25 giugno 2019                                       | 25 giugno 2019                                       | 17 dicembre 2019                                       |
| 38            | Manos a la Obra                    | Mãos a Obra!                      | Tutti all'opera!                         | 26 giugno 2019                                       | 26 giugno 2019                                       | 18 dicembre 2019                                       |
| 39            | La Ciber libélula                  | A Cyberlibélula                   | La Cyberlibellula                        | 27 giugno 2019                                       | 27 giugno 2019                                       | 19 dicembre 2019                                       |
| 40            | Una Promesa Rota                   | Uma Promessa Quebrada             | Una promessa infranta                    | 28 giugno 2019                                       | 28 giugno 2019                                       | 20 dicembre 2019                                       |
| 41            | Espérame, Ru-Ru!                   | Espere, Ru-Ru!                    | Aspettami, Ruru!                         | 1º luglio 2019                                       | 1º luglio 2019                                       | 21 dicembre 2019                                       |
| 42            | La llegada de Sofía                | A Chegada da Sofia                | L'arrivo di Sofia                        | 2 luglio 2019                                        | 2 luglio 2019                                        | 23 dicembre 2019                                       |
| 43            | El número multidimensional         | O Número Multidimensional         | Il numero multidimensionale              | 3 luglio 2019                                        | 3 luglio 2019                                        | 24 dicembre 2019                                       |
| 44            | ¡Que Comience el Concurso!         | Que Comience el Concurso          | Che il concorso abbia inizio!            | 4 luglio 2019                                        | 4 luglio 2019                                        | 25 dicembre 2019                                       |
| 45            | El bucle del tiempo                | O Loop do Tempo                   | Il loop temporale                        | 5 luglio 2019                                        | 5 luglio 2019                                        | 26 dicembre 2019                                       |
| Quarta parte  |                                    |                                   |                                          |                                                      |                                                      |                                                        |
| 46            | Congelado en el tiempo             | Congelados no Tempo               | Stop al tempo                            | 8 luglio 2019                                        | 8 luglio 2019                                        | 15 maggio 20209 maggio 2020 (Raiplay)                  |
| 47            | El descongelamiento                | O Desgelo                         | Il disgelo                               | 9 luglio 2019                                        | 9 luglio 2019                                        | 18 maggio 20209 maggio 2020 (Raiplay)                  |
| 48            | El escuadrón multidimensional      | O Esquadrão Multidimensional      | Unità multidimensionale                  | 10 luglio 2019                                       | 10 luglio 2019                                       | 19 maggio 20209 maggio 2020 (Raiplay)                  |
| 49            | La Batalla De Baile                | A Batalha de Dança                | La sfida di ballo                        | 11 luglio 2019                                       | 11 luglio 2019                                       | 20 maggio 20209 maggio 2020 (Raiplay)                  |
| 50            | Mi amigo unicornio                 | Meu Amigo Unicórnio               | Un unicorno per amico                    | 12 luglio 2019                                       | 12 luglio 2019                                       | 21 maggio 20209 maggio 2020 (Raiplay)                  |
| 51            | JJ, es tu oportunidad              | JJ, é a sua oportunidade          | JJ, è la tua occasione                   | 15 luglio 2019                                       | 15 luglio 2019                                       | 22 maggio 20209 maggio 2020 (Raiplay)                  |
| 52            | El apagòn                          | O blecaute                        | Il blackout                              | 16 luglio 2019                                       | 16 luglio 2019                                       | 25 maggio 20209 maggio 2020 (Raiplay)                  |
| 53            | ¡Rescatemos a la abuela¡           | Salve a avó!                      | Salviamo la nonna                        | 17 luglio 2019                                       | 17 luglio 2019                                       | 26 maggio 20209 maggio 2020 (Raiplay)                  |
| 54            | Sofia la traìdora                  | Sofia a traidora                  | Il tradimento di Sofia                   | 18 luglio 2019                                       | 18 luglio 2019                                       | 27 maggio 20209 maggio 2020 (Raiplay)                  |
| 55            | Amelia regresò                     | Amelia voltou                     | Il ritorno di Amelia                     | 19 luglio 2019                                       | 19 luglio 2019                                       | 28 maggio 20209 maggio 2020 (Raiplay)                  |
| 56            | Muy tarde para excusas             | Tarde demais para se desculpar    | Troppo tardi per le scuse                | 22 luglio 2019                                       | 22 luglio 2019                                       | 29 maggio 20209 maggio 2020 (Raiplay)                  |
| 57            | ¿Qué pasó con Eva?                 | O que Aconteceu com a Eva?        | Dove è finita Eva?                       | 23 luglio 2019                                       | 23 luglio 2019                                       | 1º giugno 20209 maggio 2020 (Raiplay)                  |
| 58            | La verdad sale a la luz            | A Verdade Aparece                 | A carte scoperte                         | 24 luglio 2019                                       | 24 luglio 2019                                       | 2 giugno 20209 maggio 2020 (Raiplay)                   |
| 59            | Vero, te presento a Vero           | Verô, te apresento a Verô         | Ti presento vero                         | 25 luglio 2019                                       | 25 luglio 2019                                       | 3 giugno 20209 maggio 2020 (Raiplay)                   |
| 60            | Una dura decisión                  | Uma Difícil Decisão               | Una scelta difficile                     | 26 luglio 2019                                       | 26 luglio 2019                                       | 4 giugno 20209 maggio 2020 (Raiplay)                   |